# Хромушин, Олег Николаевич
Олег Николаевич Хромушин (1927—2003) — советский и российский композитор, дирижёр. Заслуженный деятель искусств РСФСР (1982).

## Биографическая справка
Родился в городе Сальске Ростовской области.
В 1942 году в возрасте 15 лет попал в фашистскую оккупацию в Ставрополе, где прожил до этого 10 лет. Во время оккупации играл в частном оркестре на домре.
С сентября 1944 по апрель 1950 года служил в Советской Армии, участвовал в Великой Отечественной войне.
В апреле 1950 был арестован по доносу (ст. 58-1 «а», «измена Родине») и по июнь 1954 года находился под следствием по обвинению в написании частушек антисоветского содержания в 1942 году (в возрасте 14-15 лет). Осуждён военным трибуналом в Краснодаре на 10 лет лагерей и 5 лет поражения в правах. Этапирован на строительство Волго-Донского канала. Работал на Сталинградском лесозаводе им. Куйбышева на погрузке брёвен.
В 1951 году назначен дирижёром духового оркестра, составленного из заключённых. Летом 1953 года отправлен на строительство Куйбышевской ГЭС.
Освобождён 11 июня 1954 года, работал руководителем клубной самодеятельности в Ставрополе-на-Волге (ныне — Тольятти).

В 1956 году переехал в Москву. В организации «Цирк на сцене» создал вокально-инструментальный ансамбль.

В 1959 году окончил Музыкальное училище в Ростове-на-Дону по специальности «композиция». Там же руководил оркестром в кинотеатре «Родина».
В 1959 году поступил в Ленинградскую консерваторию в класс композиции профессора В. Н. Салманова.
Окончил консерваторию в 1964 году.
Имя Хромушина приобрело известность ещё в период его обучения в консерватории: в то время он уже писал музыку для двух ведущих оркестров страны: Эстрадного оркестра Ленинградского радио под управлением А. Владимирцова и Эстрадно-симфонического оркестра Центрального телевидения и Всесоюзного радио (дирижёр — Ю. Силантьев). Необычной для академического вуза была и дипломная работа Хромушина: симфоджазовое сочинение (Токката для аккордеона и эстрадно-симфонического оркестра).
После окончания консерватории с 1964 по 1966 год работал художественным руководителем гастрольного джаз-оркестра Ленконцерта.

В 1964 году вступил в Союз композиторов СССР.

В начале 1970-х годов работал с Большим детским хором Всесоюзного радио и ЦТ СССР под управлением В. Попова. В исполнении этого коллектива музыка Хромушина («Речка-невеличка» и «Песня горна», слова М. Садовского, «Сколько нас», слова Л. Куклина, «Наш учитель самый лучший», слова П. Синявского, и др.) зазвучала по всей стране и за рубежом (США, Япония, Германия, Болгария и так далее). Позднее Хромушин стал писать музыку и для другого известного детского коллектива — хора Ленинградского радио (дирижёры — Ю. Славнитский и С. Грибков). Некоторые песни исполнял сам.

В 1978 году за песню «Сколько нас?» на слова Л. Куклина получил I премию на Международном конкурсе «Детский музыкальный праздник».

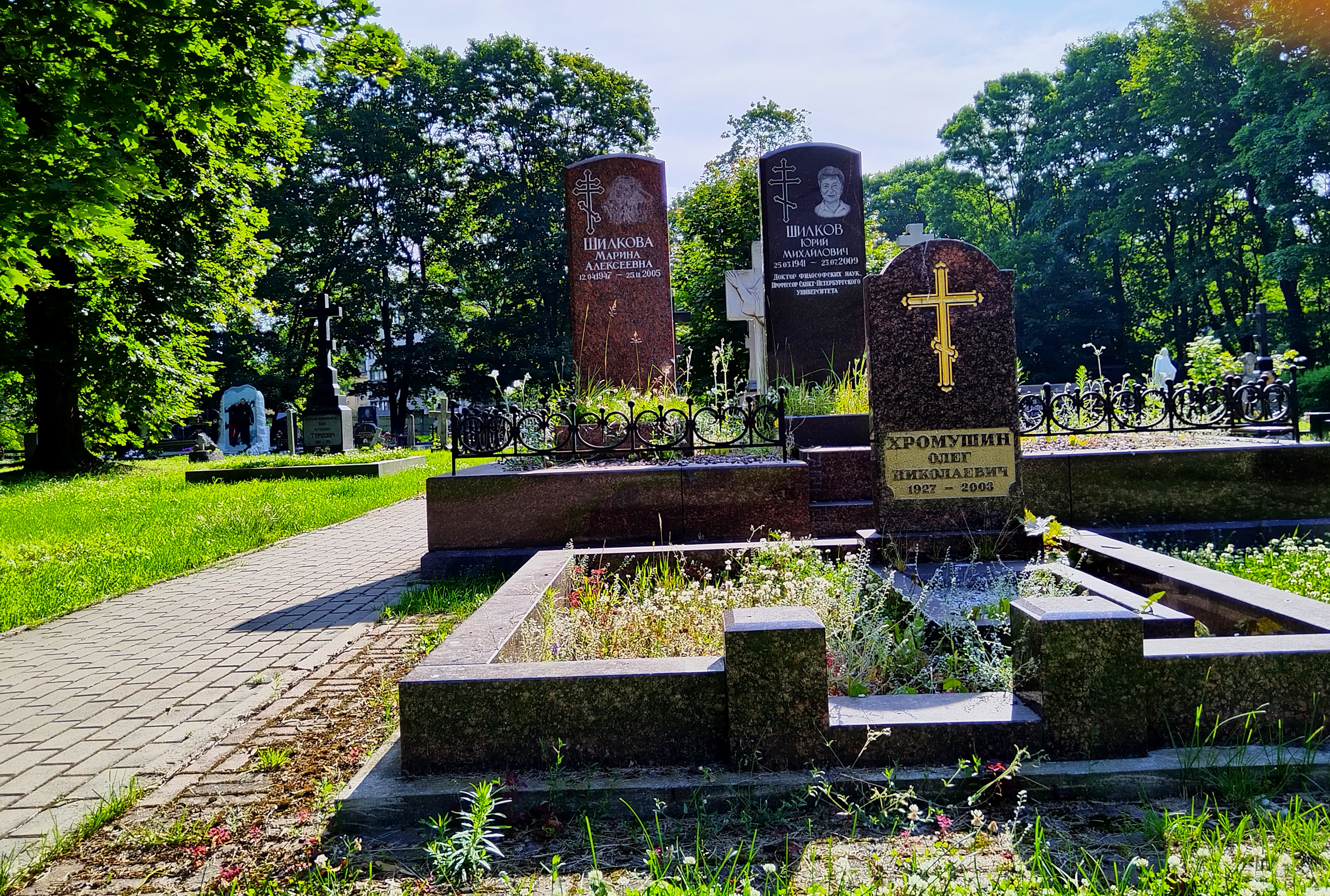
Могила на Новодевичьем кладбище

Умер в 2003 году, похоронен на Новодевичьем кладбище Санкт-Петербурга.

## Характеристика музыки
Олег Хромушин — автор 300 песен, среди них много детских, почти двух десятков музыкально-театральных опусов. Главная черта его музыки — контактность, общительность. В творчестве Хромушина тесно переплелись джаз и академическая музыка. Отдавая должное симфоджазу, он считал более перспективным так называемое третье направление, в котором главенствует не синтез, а полифония жанров, причем специфика каждого остается неприкосновенной.
Ритмами и интонациями современной эстрадной музыки наполняет композитор и традиционные формы в опере «Мальчик с зелеными пальцами» (по сказке М. Дрюона), в мини-опере «Хирургия» (по А. Чехову).

## Педагогическая деятельность
С 1970 г. — заведующий кафедрой духовых инструментов в Институте культуры имени Н. Крупской. С 1993 г. — заведующий кафедрой музыкального искусства в Санкт-Петербургском Гуманитарном университете профсоюзов. Профессор.
Оригинальное сочетание академического профессионализма с джазовыми принципами музицирования лежит в основе педагогической методики, применявшейся О. Хромушиным и унаследованной его учениками и последователями. Этот принцип реализован в оригинальной серии нотных сборников, основанной Хромушиным, — «Хочу учиться джазу!».

Олег Николаевич [Хромушин] известен своей педагогической работой. В музыкальных школах применяются его сборники «Джазовые композиции в репертуаре ДМШ», «Джазовое сольфеджио», «Учебник джазовой импровизации для ДМШ».

### Педагогическая нотная серия «Хочу учиться джазу!»
Задача серии — дать начинающим музыкантам представление о природе джазовой музыки и её законах (стилевое направление — традиционный джаз). Каждый из выпусков серии посвящён определённому типу «джазового материала», при помощи которого происходит знакомство с популярными мелодиями, ритмическими структурами джаза, принципами импровизации. Каждый из выпусков серии посвящён определённому типу «джазового материала», при помощи которого происходит знакомство с популярными мелодиями, ритмическими структурами джаза, принципами импровизации.
Олег Хромушин придерживается взгляда, что путь в музыкальное искусство для ребёнка с живым и «неформальным» восприятием окружающего часто лежит именно через джазовое музицирование:

— Когда началась война, мне было уже 14 лет, из Киева в наш город эвакуировалась одна русская семья. С ними был мальчик. Однажды он сел за фортепьяно и заиграл джаз. Я поначалу остолбенел, потом кинулся к нему. Мы сразу же познакомились, и он показал мне различные аккорды, джазовые переходы. Я стал ему подражать, импровизировать, и, что удивительно, у меня получилось! С тех пор музыку полюбил по-настоящему. А через джаз вышел и на другие музыкальные жанры и стили.

#### Сборники серии
- Олег Хромушин. Учебник джазовой импровизации.
- Олег Хромушин. Джентльменский набор для начинающего джазмена. Приложение к учебнику джазовой импровизации.
- Олег Хромушин. Десять пьес для начинающих джазменов. Для фортепиано.
- Олег Хромушин. Джазовое сольфеджио.
- Составление и переложение Олега Хромушина. Пьесы в манере джаза. Для камерных ансамблей[8].

## Фильмография
- 1969 — Франсуаза (фильм-оперетта)
- 1970 — Бушует «Маргарита»
- 1971 — Мистер-Твистер (короткометражный)
- 1974 — Девочка и лев
- 1974 — Великий укротитель
- 1977 — Голый король (фильм-спектакль)
- 1982 — В старых ритмах
- 1984 — Челюскинцы
- 1987 — Ищу друга жизни
- 1987 — Планета новогодних ёлок (фильм-спектакль)
- 1992 — Невеста из Парижа

## Нотные издания (сборники песен)
- Зачем зайцу хвост? : песни на стихи Олега Сердобольского. — СПб. : Композитор, 2002.
- Зачем остывать костру? : песни для детей. — СПб. : Композитор, 2004.
- Сколько нас! : песни для детей : для ф-п (баяна) с текстом. — Л. : Советский композитор, 1984[9].